# Hemerobius withycombei
Hemerobius withycombei är en insektsart som först beskrevs av Douglas E. Kimmins 1928.  Hemerobius withycombei ingår i släktet Hemerobius och familjen florsländor. Inga underarter finns listade i Catalogue of Life.